# Visuell retorik
Visuell retorik är när visuella medel verkar för att övertyga betraktaren om något med eller utan hjälp av det talade eller skrivna ordet. Exempelvis bilder, fotograferade eller illustrerade, former, arkitektur, kroppsspråk och färger.
Den visuella retoriken kan syfta till många olika saker, till exempel demokratiska värderingar, avsky, gemenskap. Den gemensamma nämnaren är att den vill påverka och övertyga om något.
Retoriken har mycket gemensamt med semiotiken och den visuella retoriken kan jämföras med bildsemiotiken. Semiotiken är fokuserad på konstruktionen och kommunikationen av tecken generellt och ofta på ett beskrivande sätt, medan retoriken ser mera till människans konkreta bruk av tecken, och speciellt då av symboler eftersom de utgör en central del av övertygelseprocessen. Det är inte de visuella objektens estetiska värde som är intressant utan objektens retoriska uttryck, alltså det som syftar till att övertyga betraktaren.  
När man talar om visuell retorik går kanske tankarna främst till de visuella hjälpmedel man som talare kan använda sig av för att understryka ett budskap. Den klassiska retoriken lade stor vikt vid detta och dessa visuella hjälpmedel kan man dela in i tre huvudsakliga grupper. 
- Först och främst är det talaren själv med kroppsspråk, mimik och klädsel vilket inom retoriken betecknas som actio.
- Det andra är det som ramar in den retoriska situationen såsom arkitektur, former, färger och utsmyckningar i omgivningen som kan verka för att stärka talarens ethos.
- Det tredje och sista är konkreta bevismedel i en rättegång.

Den journalistiska trovärdigheten bygger till största del på evidentia, till exempel foton som sätter oss in i ett ögonblick av ett sammanhang. Tillsammans med det skrivna ordet blir det starka bevismaterial för något som har hänt. Talaren använder sig även av evidentia, till exempel med hjälp av metaforer, analogier och metonymier som åskådliggör. 
Doxa är ett annat centralt begrepp inom den visuella retoriken. Främst när det gäller att kunna göra fullkomliga visuella retorikanalyser. Exempelvis är symboler konventionella, gemensamt och godtyckligt utvalda inom till exempel en kultur.
Kairos är det tredje begreppet som utgör en central kärna i den visuella retoriken. Den kvalitet och timing som ligger bakom till exempel ett foto utgör en stor del av på vilket allvar den bemöts med och hur det argumenterande i fotot tas emot. 
All retorik är en kombination av teori och praktik. Teorin syftar till att vara ett slags hjälpmedel vid till exempel en visuell retorikanalys. Den praktiska delen är den som utövas i form av till exempel kroppsspråk och planerandet och tagandet av fotografier. Den här uppdelningen kan även kallas produktion och analys.
Nu för tiden forskas det mycket i visuell retorik. Samhället är till stor del mediastyrt och det finns många forum att få ut sina budskap i. Dessa forum är starkt kopplade till det vi ser alltså det visuella. Det finns två uppdelningar för ökad förståelse: manifest retorik och latent retorik. 
Bilder, oavsett om de skapats i huvudet av den man lyssnar på eller om det rör sig om konkreta bilder är starka medel för att övertyga. Det man sett är generellt lättare att komma ihåg än ord och i och med det, det man läst. Bilder kan lätt användas till att till exempel uppmana till handling och är därmed argumentativa. Det är dessutom svårt att argumentera emot en bild.